# 鮎川清長

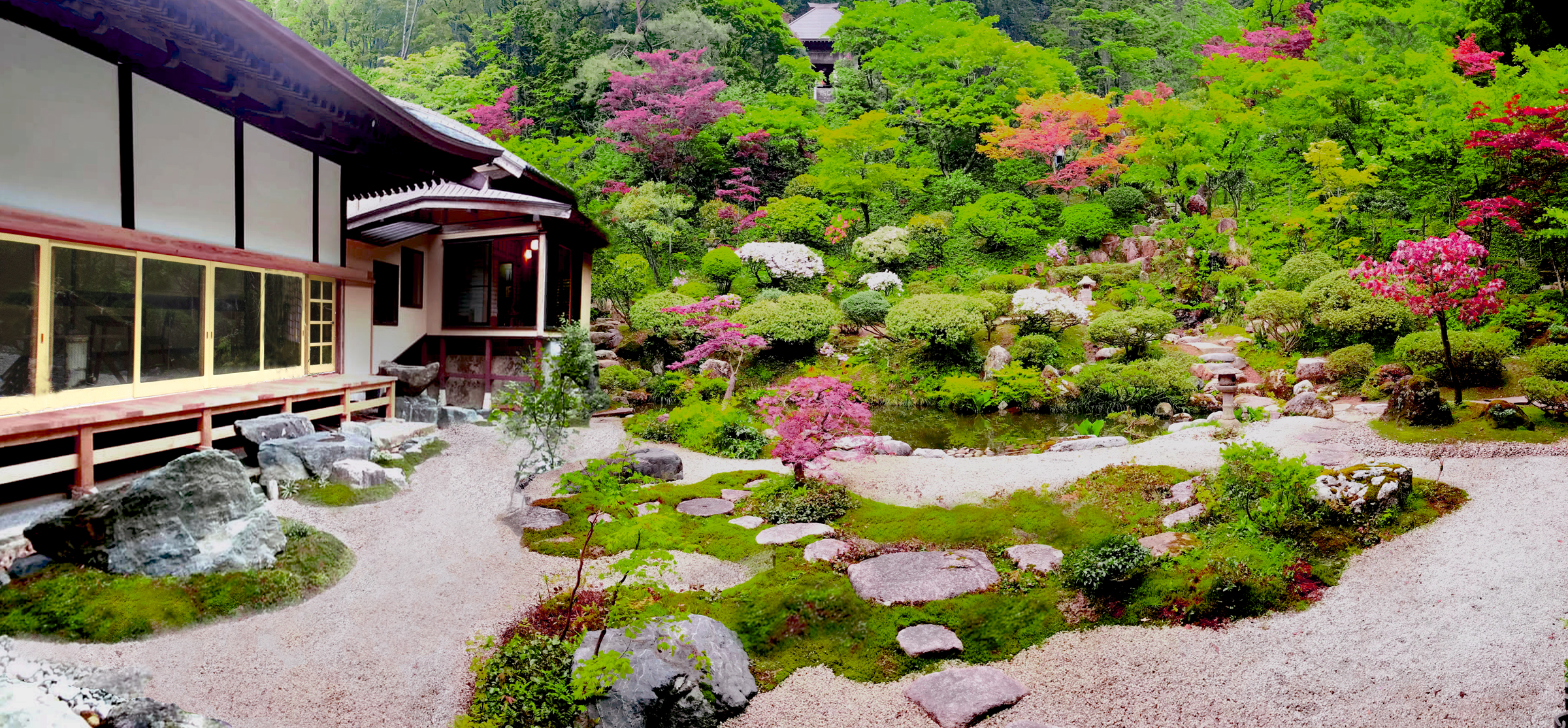
鮎川清長公の菩提寺、普済寺の池泉回遊式日本庭園は、鮎川清長公の居城・大葉澤城の城跡（新潟県指定有形文化財）の城山の一部に在し、見事な禅庭園として有名である。

鮎川 清長（あゆかわ きよなが）は、戦国時代から安土桃山時代にかけての武将。上杉氏の家臣。大葉沢城主。揚北衆。

## 略歴
鮎川氏は揚北衆と呼ばれる越後国北部の国人で越後岩船郡を領する。
大永7年（1527年）、鮎川氏の居城である大葉沢城の麓に、普済寺（現在の曹洞宗大葉山普済寺）を開基。
享禄3年（1530年）、上条定憲が守護代・長尾為景に対して挙兵した上条の乱では、他の揚北衆と共に上条氏側についた。天文8年（1539年）、盟友であった本庄房長と境界上にある下渡島城の支配を巡って対立し、房長の弟・小川長資と共謀して本庄城から房長を追い落とし出羽国に敗走させた。1551年に小川長資が房長の遺児である千代猪丸(後の本庄繁長)を擁する勢力に追い詰められ切腹させられると清長も危うく討伐されかかるが、色部勝長が両者の仲裁に入り事なきを得ている。
長尾晴景から長尾景虎が家督を継承すると従属し、第4次川中島の戦いでは本庄繁長や色部勝長らと共に武田軍別働隊に備え、謙信の軍に合流して武田軍と乱戦を展開した。
永禄11年（1568年）、武田信玄の調略に応じて本庄繁長が謙信に反旗を翻すと（本庄繁長の乱）、清長はそれに呼応せず謙信に引き続き属した。孤立した繁長は謙信に降り赦されるものの、本庄領を削減しそれを鮎川氏の知行とする講和条件であったために、元亀2年（1571年）に繁長はこれらを恨んで清長を討伐、この際に清長は死去した可能性も考えられる。なお、繁長はこれを謙信に咎められ、一旦は本庄を没収されるものの、詫びを入れて本領を返還されている。
なお、繁長が謀反を起こした時は子の鮎川盛長が鮎川家中における主導的役割を果たしているために少なくとも1568年頃までには第一線から退いていたと思われる。また、盛長に関しては本庄繁長を陥れて本庄繁長の乱の原因を作ったとする伝承が残されている。真偽は不明であるが、清長が小川長資と共に本庄房長を追い落として以来の因縁があったことから来た話と思われる。